# MUFGプラザ

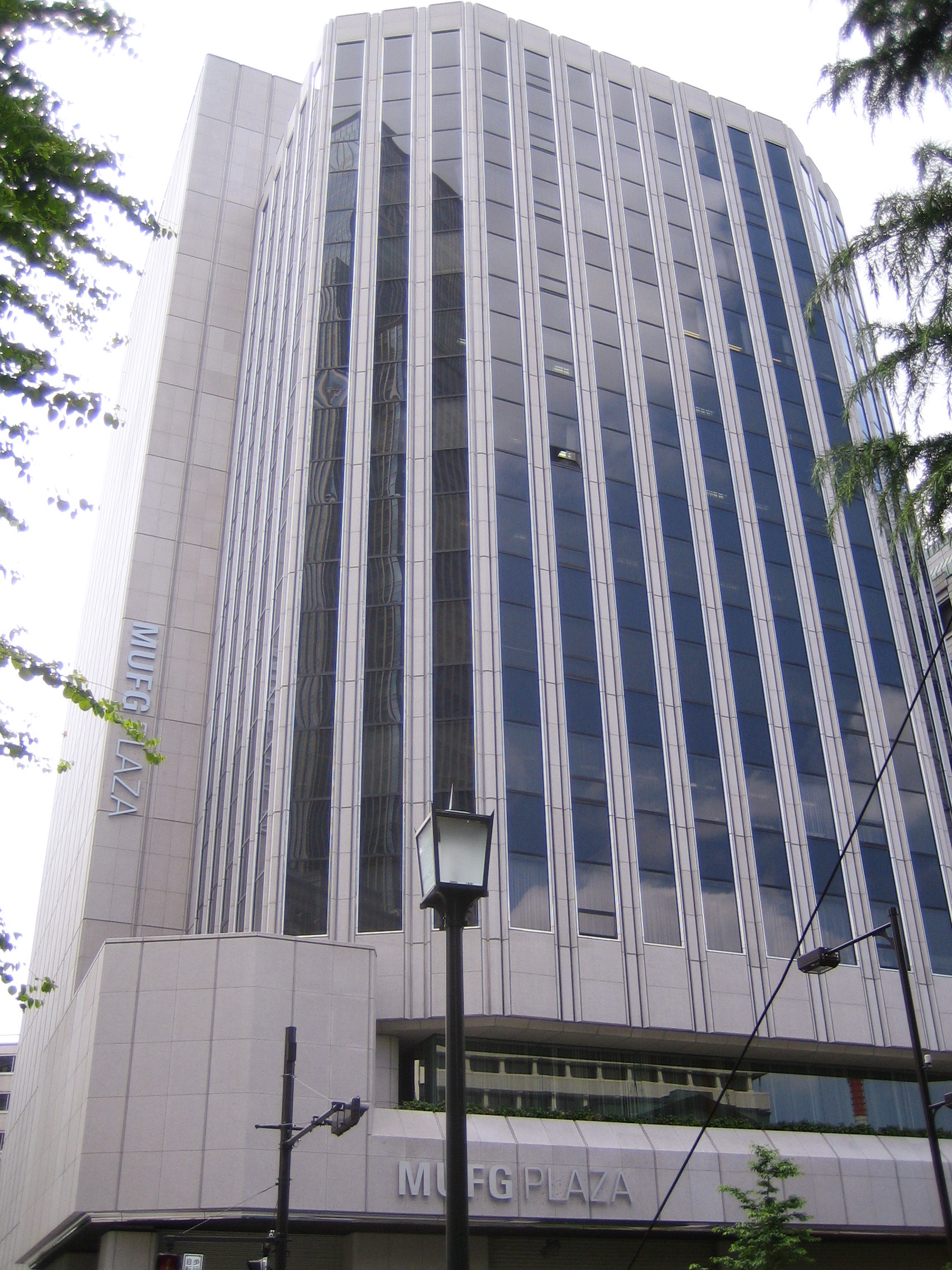
日本橋MUFGプラザ

MUFGプラザ（旧称MTFGプラザ及びUFJプラス）とは、三菱UFJフィナンシャル・グループ（MUFG）傘下の商業銀行・信託銀行・リテール証券の窓口を集約し、ワンストップチャネルで提供できる共同店舗の形態である。

## 概要
第1号店は2004年2月に埼玉県所沢市に設置された「所沢MTFGプラザ」である。三菱東京フィナンシャルグループ（MTFG）の東京三菱銀行（現：三菱UFJ銀行）所沢支店の建替にあわせ、三菱証券（現：三菱UFJモルガン・スタンレー証券）所沢支店と三菱信託銀行（現：三菱UFJ信託銀行）池袋支店所沢出張所を同じ建物内に新設した（この前段階として、三菱信託銀行は所沢支店を池袋支店に統合している。なお、菱信の所沢出張所は2009年8月14日の営業を以て閉鎖されるが、同年9月14日からは、三菱東京UFJ銀行所沢中央支店(旧UFJ店)が新たに同居する形となる）。

旧UFJ銀行では、2003年11月よりATMやコールセンターの24時間稼働（当時）開始と合わせたリテール向けの新サービス「UFJ24」の一環として「UFJプラス」が大阪府大阪市の南海電鉄難波駅の地下1階に開設された。こちらはりそな・埼玉りそなの両銀行が打ち出した平日17時までの窓口営業延長の対抗策として、平日20時まで個人向けの口座開設といった諸手続や資産運用等の相談業務が行える小型店舗という位置づけであった。その後は新宿、渋谷、名古屋の栄にも開設され、一部店舗にはUFJカードのスピード発行が可能な入会専用カウンターも設置されたが、三菱東京UFJ銀行との合併に伴いMUFGプラザに吸収され、「プラス出張所」として運営された。
この他、関西圏や中京圏を中心とした旧UFJ店舗も転換し、合計37か所（2012年7月現在）となっている。なお、白金MUFGプラザのみ、旧東京三菱銀行・旧三菱信託銀行が2005年2月に支店を開設した唯一の新設店舗である。
基本的に三菱UFJ銀行・三菱UFJ信託銀行・三菱UFJモルガン・スタンレー証券のうち2つ以上の形態による共同（または隣接）店舗または銀行店舗に証券の出張所または営業窓口を設けた店舗である。店舗によっては旧東京銀行（東銀）系の東京クレジットサービスが運営する外貨両替店・ワールドカレンシーショップが入居しており、この場合は銀行窓口では外貨両替を実施していない。